# Aulacomerus ratinus
Aulacomerus ratinus – gatunek błonkówki z rodziny Pergidae.

## Taksonomia
Gatunek ten został opisany w 1990 przez Davida Smitha. Jako miejsce typowe podano peruwiańskie miasto Tingo María. Holotypem była samica.

## Zasięg występowania
Ameryka Południowa. Znany jedynie z Peru.